# 朱斯蒂尼亚诺·马鲁科
朱斯蒂尼亚诺·马鲁科（義大利語：Giustiniano Marucco，1899年8月22日—1942年10月24日），意大利男子足球运动员，司职前锋。他曾代表意大利国奥队参加1920年夏季奥林匹克运动会足球比赛，获得第四名。